# 後藤鉄男
後藤 鉄男（ごとう てつお、1931年6月5日- 1982年12月16日）は、日本の物理学者（素粒子論・場の量子論）。1970年に南部陽一郎が弦理論を提唱した後、南部と独立に南部-後藤のラグランジアン（南部＝後藤作用）を提案した。

## 人物
新潟県出身。旧制佐渡中学（現・新潟県立佐渡高等学校）、旧制新潟高等学校を経て新潟大学医学部に入学。後に理学部に転科した。
1958年大阪大学博士課程修了、日本大学理工学部教授となった。肺癌のため51歳で死去。

## 著作
- 『拡がりを持つ素粒子像』（岩波書店、1978年）ISBN 978-4-00-005861-2